# Сардар

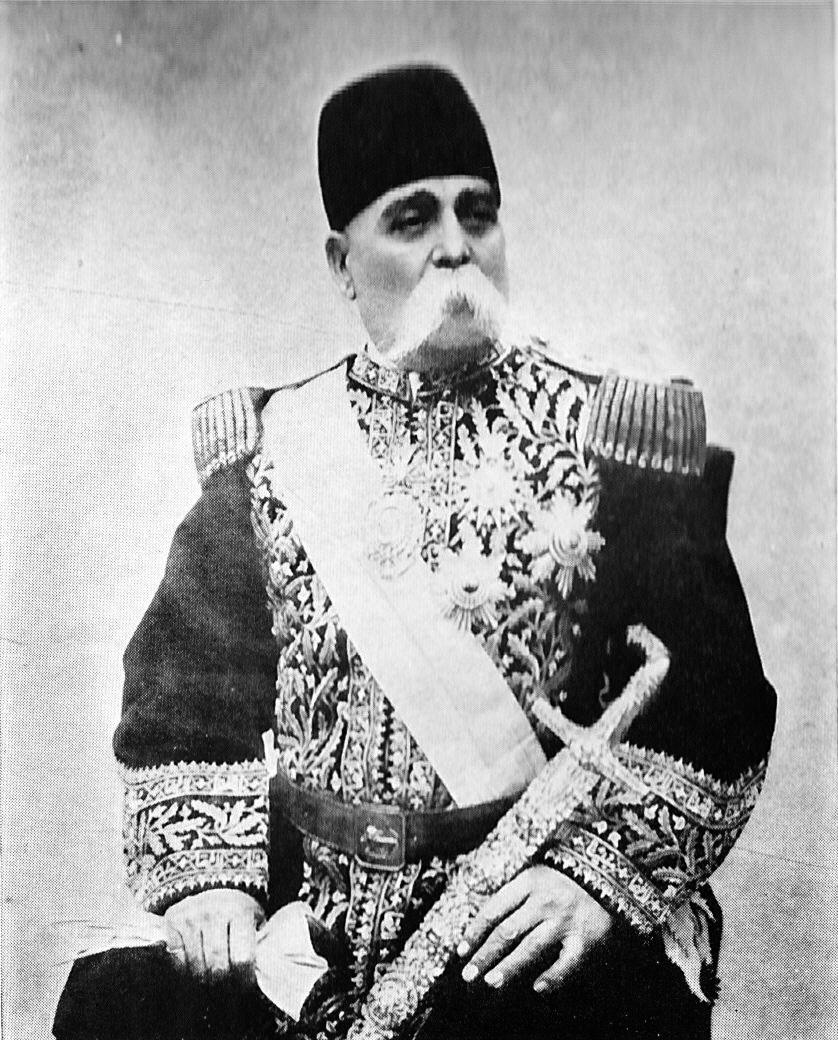
Sardar-I-Azam, принц Абдул Маджід Мірза Каджарської Персії прибл. 1920s.

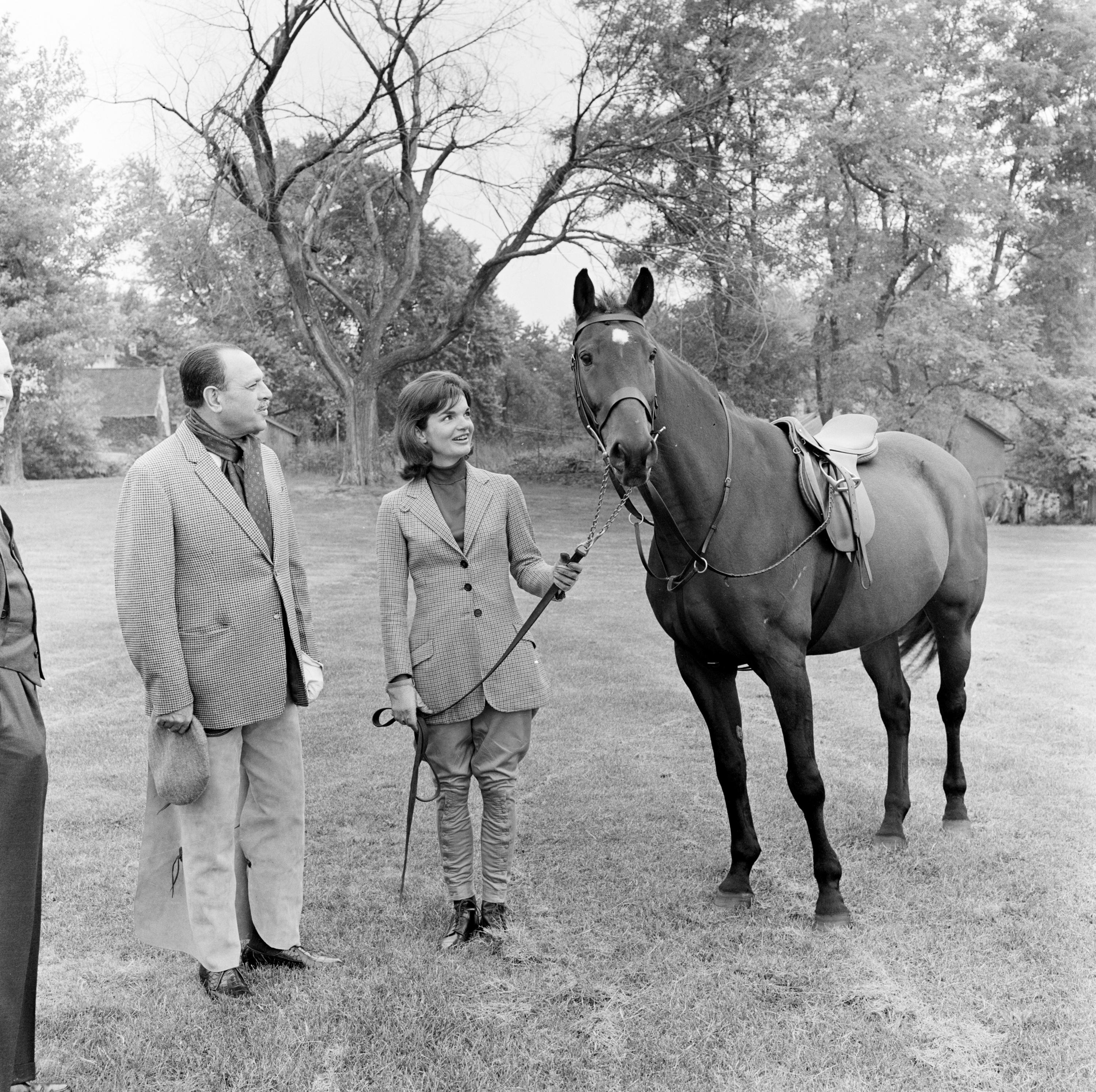
Президент Пакистану Аюб Хан і перша леді Жаклін Кеннеді з цінним мерином "Сардар".

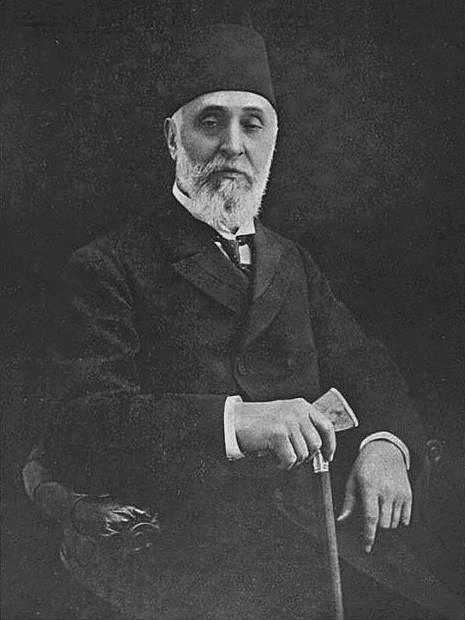
Великий візір Ахмед Тевфік-паша, останній османський Serdar-ı Azam.

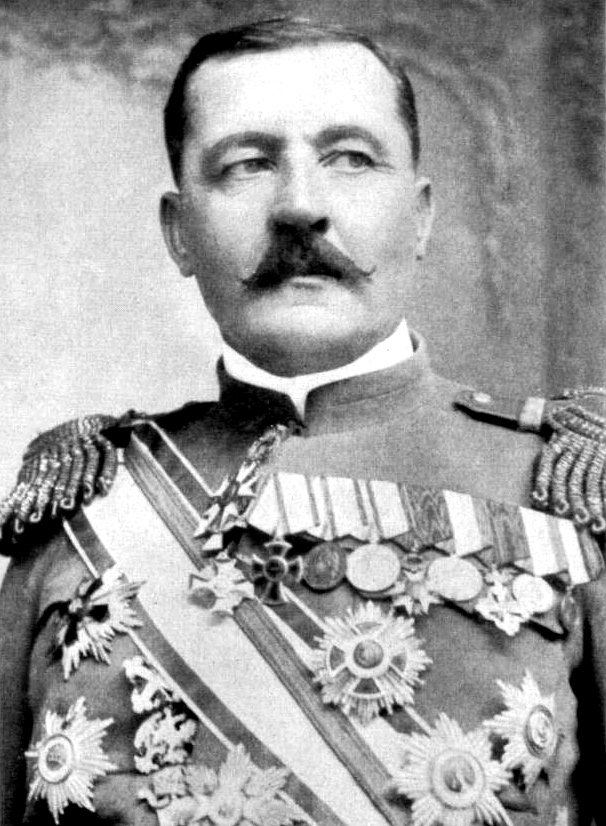
Сердар Янко Вукотич Князіства та Королівства Чорногорія.

Сардар (перс. «سردار» МФА: [særˈdɑr] — «глава; керівник; начальник») — йменування правителя, вождя у Середній Азії, Ірані та деяких тюркських країнах.
Термін вживався, наприклад, відносно колишнього президента Туркменістану Сапармурата Ніязова та екс-президента Афганістану Могамеда Дауда.